# Ветлинген
Ветлинген (њем. Wettlingen) општина је у њемачкој савезној држави Рајна-Палатинат. Једно је од 235 општинских средишта округа Ајфелкрајс Битбург-Прим. Према процјени из 2010. у општини је живјело 52 становника. Посједује регионалну шифру (AGS) 7232133.

## Географски и демографски подаци
Ветлинген се налази у савезној држави Рајна-Палатинат у округу Ајфелкрајс Битбург-Прим. Општина се налази на надморској висини од 220 метара. Површина општине износи 3,5 km². У самом мјесту је, према процјени из 2010. године, живјело 52 становника. Просјечна густина становништва износи 15 становника/km².